# Grand Prix Velké Británie 1958
Grand Prix Velké Británie 1958 (oficiálně 11th RAC British Grand Prix) se jela na okruhu Silverstone v Silverstonu ve Velké Británii dne 19. července 1958. Závod byl sedmým v pořadí v sezóně 1958 šampionátu Formule 1.

## Závod
| Poř.   | No. | Jezdec              | Konstruktér    | Počet kol | Čas/Odstoupení | Pořadí na startu | Body |
| ------ | --- | ------------------- | -------------- | --------- | -------------- | ---------------- | ---- |
| 1      | 1   | Peter Collins       | Ferrari        | 75        | 2:09:04.2      | 6                | 8    |
| 2      | 2   | Mike Hawthorn       | Ferrari        | 75        | +24.2          | 4                | 7    |
| 3      | 10  | Roy Salvadori       | Cooper-Climax  | 75        | +50.6          | 3                | 4    |
| 4      | 9   | Stuart Lewis-Evans  | Vanwall        | 75        | +50.8          | 7                | 3    |
| 5      | 20  | Harry Schell        | BRM            | 75        | +1:14.8        | 2                | 2    |
| 6      | 11  | Jack Brabham        | Cooper-Climax  | 75        | +1:23.2        | 10               |      |
| 7      | 8   | Tony Brooks         | Vanwall        | 74        | +1 kolo        | 9                |      |
| 8      | 4   | Maurice Trintignant | Cooper-Climax  | 73        | +2 kola        | 12               |      |
| 9      | 5   | Carroll Shelby      | Maserati       | 72        | +3 kola        | 15               |      |
| Ret    | 3   | Wolfgang von Trips  | Ferrari        | 59        | Motor          | 11               |      |
| Ret    | 22  | Jo Bonnier          | Maserati       | 49        | Převodovka     | 13               |      |
| Ret    | 6   | Gerino Gerini       | Maserati       | 44        | Převodovka     | 18               |      |
| Ret    | 12  | Ian Burgess         | Cooper-Climax  | 40        | Spojka         | 16               |      |
| Ret    | 7   | Stirling Moss       | Vanwall        | 25        | Motor          | 1                |      |
| Ret    | 17  | Cliff Allison       | Lotus-Climax   | 21        | Motor          | 5                |      |
| Ret    | 19  | Jean Behra          | BRM            | 19        | Zavěšení       | 8                |      |
| Ret    | 15  | Ivor Bueb           | Connaught-Alta | 19        | Převodovka     | 17               |      |
| Ret    | 18  | Alan Stacey         | Lotus-Climax   | 19        | Přehřátí       | 20               |      |
| Ret    | 16  | Graham Hill         | Lotus-Climax   | 17        | Přehřátí       | 14               |      |
| Ret    | 14  | Jack Fairman        | Connaught-Alta | 7         | Zapalování     | 19               |      |
| Zdroj: |     |                     |                |           |                |                  |      |

Poznámky
1. ↑  Mike Hawthorn získal jeden bod za zajetí nejrychlejšího kola.

## Průběžné pořadí po závodě
Pohár jezdců
|        | Pořadí | Jezdec        | Body |
| ------ | ------ | ------------- | ---- |
| 1      | 1      | Mike Hawthorn | 30   |
| 1      | 2      | Stirling Moss | 23   |
| 8      | 3      | Peter Collins | 14   |
| 1      | 4      | Luigi Musso   | 12   |
| 1      | 5      | Harry Schell  | 12   |
| Zdroj: |        |               |      |

Pohár konstruktérů
|        | Pořadí | Konstruktér   | Body |
| ------ | ------ | ------------- | ---- |
|        | 1      | Ferrari       | 36   |
|        | 2      | Vanwall       | 25   |
|        | 3      | Cooper-Climax | 23   |
|        | 4      | BRM           | 12   |
|        | 5      | Maserati      | 6    |
| Zdroj: |        |               |      |